# Phare de Ponta da Ferraria
Le phare de Ponta da Ferraria est un phare situé sur le cap de Ponta Delgada, dans la freguesia de Ginetes (pt) de la municipalité de Ponta Delgada, sur l'île de São Miguel (Archipel des Açores - Portugal).
Il est géré par l'autorité maritime nationale du Portugal à Oeiras (Grand Lisbonne).

## Histoire
Le Plan général des phares et balises de 1883 prévoyait sa construction. En 1891, un rapport donnait un avis pour un phare de troisième ordre sur Ponta da Ferraria.
Le phare de Ferraria a été mis en service le 22 octobre 1901. Il est situé à l'extrême ouest de l'île de Sao Miguel, sur une terrane (ou delta de lave). C'est une tour carrée de 3 étages de 18 m de haut, avec galerie ronde et lanterne, attachée au front de la maison d'un gardien de 2 étages. La station de signalisation est peinte en blanc avec des pierres apparentes et le dôme de lanterne est rouge.
Il a été équipé d'une lentille catoptrique-catadioptrique giratoire de 3e ordre d'une longueur focale de 500 mm. La source lumineuse fut une lampe à huile, puis une lampe à incandescence à vapeur de pétrole. La rotation optique était produite par un mécanisme d'horlogerie, donnant une portée de 26 milles nautiques. Le dispositif optique a été remplacé en 1946.
La lanterne a été électrifiée en 1957 avec des groupes électrogènes. La source lumineuse a été dotée d'une ampoule 3 000 W. En 1974, un moteur électrique a été mis en place faire fonctionner le système rotatif. Le phare a été relié au réseau électrique public en 1988. Il a été doté d'une ampoule 1 000 W/120V et il a été automatisé. Sa portée est de 27 milles nautiques (environ 48 km).
Identifiant : ARLHS : AZO08 ; PT-719 - Amirauté : D2655 - NGA : 23568.
|                                |
| Le phare sur Ponta da Ferraria |

|          |
| Le phare |

### Lien connexe
- Liste des phares des Açores